# Бартолом'ю (округ, Індіана)
Шаблон:StateAbbr_ 39°13′ пн. ш. 85°54′ зх. д. / 39.21° пн. ш. 85.9° зх. д.
Округ Бартолом'ю (англ. Bartholomew County) — округ (графство) у штаті  Індіана, США. Ідентифікатор округу 18005.

## Історія
Округ утворений 1821 року.

## Демографія
За даними перепису 
2000 року 
загальне населення округу становило 71435 осіб, зокрема міського населення було 48585, а сільського — 22850.
Серед мешканців округу чоловіків було 35107, а жінок — 36328. В окрузі було 27936 господарство, 20067 родин, які мешкали в 29853 будинках.
Середній розмір родини становив 2,98.
Віковий розподіл населення поданий у таблиці:
| Стать    | До 15 років | 15-21 | 22-29 | 30-39 | 40-49 | 50-65 | 65-85 | Понад 85 |
| -------- | ----------- | ----- | ----- | ----- | ----- | ----- | ----- | -------- |
| Чоловіки | 8198        | 3074  | 3713  | 5369  | 5401  | 5813  | 3285  | 254      |
| Жінки    | 7803        | 2868  | 3631  | 5260  | 5618  | 6035  | 4408  | 705      |

## Суміжні округи
- Шелбі — північний схід
- Декатур — схід
- Дженнінґс — південний схід
- Джексон — південь
- Браун — захід
- Джонсон — північний захід

## Виноски
1. ↑  U.S. Decennial Census. United States Census Bureau. Архів оригіналу за 26 квітня 2015. Процитовано 10 липня 2014.
2. ↑  Historical Census Browser. University of Virginia Library. Архів оригіналу за 11 серпня 2012. Процитовано 10 липня 2014.
3. ↑  Population of Counties by Decennial Census: 1900 to 1990. United States Census Bureau. Архів оригіналу за 4 жовтня 2014. Процитовано 10 липня 2014.
4. ↑  Census 2000 PHC-T-4. Ranking Tables for Counties: 1990 and 2000 (PDF). United States Census Bureau. Архів оригіналу (PDF) за 18 грудня 2014. Процитовано 10 липня 2014.
5. ↑  American FactFinder. US Census Bureau. Бюро перепису населення США. Архів оригіналу за 14 лютого 2020. Процитовано 22 квітня 2019. [Архівовано 2020-02-14 у Archive.is](англ.) Наведено за англійською вікіпедією.
6. ↑  American FactFinder. Бюро перепису населення США. Архів оригіналу за 26 лютого 2012. Процитовано 31 січня 2008. [Архівовано 2008-05-21 у Wayback Machine.]

| США | Це незавершена стаття з географії США. Ви можете допомогти проєкту, виправивши або дописавши її. |